# Brian Robinson (cyclisme)
Pour les articles homonymes, voir Brian Robinson et Robinson.
Brian Robinson, né le 3 novembre 1930 à Mirfield et mort le 25 octobre 2022, est un coureur cycliste professionnel britannique.
Professionnel de 1954 à 1963, il a remporté 16 victoires, participé  à sept Tours de France et remporté deux victoires d'étapes.
Pionnier du cyclisme britannique, il est introduit en 2009 au British Cycling Hall of Fame.

## Biographie
Brian Robinson commence les courses cyclistes à l'âge de 13 ans au Huddersfield Road Club. Il participe en 1952 aux Jeux olympiques d'Helsinki et termine 27e de la course en ligne et 11e de l'épreuve par équipe où figure notamment son frère aîné Desmond. Ce dernier n'est pas passé professionnel, préférant rejoindre l'entreprise familiale de menuiserie.
En 1955, avec Tony Hoar, il est le premier Britannique à finir le Tour de France. Il est membre de la première équipe de Grande-Bretagne, formée autour de coureurs de l'équipe des Cycles Hercules. Cette formation avait été montée par le manufacturier, en 1953, dans le but d'amener des coureurs britanniques à participer au Tour.
En 1956, il rejoint la formation française Saint-Raphael-Geminiani avec laquelle il effectuera une grande partie de sa carrière. Engagé sur le Tour d'Espagne au sein d'une équipe mixte, il prend la 8e place au général, à 10 minutes du vainqueur Angelo Conterno. En 1957, il commence sa saison sur le Grand Prix de Nice où il devance Louison Bobet de près d'une minute. Il finit ensuite sur le podium de Milan-San Remo après avoir mené une offensive dans le Capo Berta en compagnie de Joseph Planckaert et d'Alfred De Bruyne.
Il est également le premier anglais à remporter une étape du Tour de France. En 1958, il remporte la 7e étape reliant Saint-Brieuc à Brest après une longue échappée sous la pluie aux côtés de Jean Dotto et d'Arrigo Padovan. Vainqueur initial, l'Italien sera déclassé pour sprint irrégulier, serrant à deux reprises Robinson le long des barrières. L'année suivante, malade lors de la 14e étape arrivant à Clermont-Ferrand, il finit hors délai accompagné de son coéquipier Shay Elliott mais il est repêché grâce à un point du règlement car il faisait partie des dix premiers au classement général lors du départ de l'étape. Une semaine plus tard, il gagne la 20e étape, entre Annecy et Chalon-sur-Saône en solitaire avec vingt minutes d'avance sur le peloton. Lors de cette course, Jean Robic est arrivé hors délai à son tour mais il ne fut pas repêché comme le fut Robinson, ce qui lui vaudra la déclaration « J'ai été éliminé par un éliminé ! ».
En 1960, il termine dans le top 10 du championnat du monde organisé en Allemagne. En 1961, il devient le premier Britannique à remporter le Critérium du Dauphiné libéré sous le maillot de Rapha-Gitane, filiale de Saint-Raphael-Geminiani, grâce à sa victoire dans le contre-la-montre par équipes et dans le 3e étape. C'est sa dernière performance notable, il prend en effet sa retraite l'année suivante. Il lance ensuite sa propre entreprise de construction. En 2014, il a contribué à l'organisation du départ du Tour de France au Yorkshire avec Barry Hoban.
Il est le père de la cycliste Louise Robinson, spécialiste de cyclo-cross.

## Palmarès

### Coureur amateur
- 1950
  - 3e du championnat de Grande-Bretagne de la course de côte
- 1951
  - Dublin-Galway-Dublin :
    - Classement général
    - 1re étape

  - 2e du championnat de Grande-Bretagne de la course de côte
- 1952
  -  Champion de Grande-Bretagne de la course de côte

### Coureur professionnel
| - 1954 - 6e étape du Tour d'Europe - 2e du Tour de Grande-Bretagne - 1955 - Tour of Pennines - 4e de la Flèche wallonne - 8e de Paris-Nice - 1956 - 8e du Tour d'Espagne - 9e du Tour de Suisse - 1957 - Grand Prix de Nice - 3e de Milan-San Remo - 8e de Paris-Nice - 1958 - 5e étape du Tour du Sud-Est - 7e étape du Tour de France - Poursuite et omnium de Guecho (avec Jacques Anquetil) | - 1959 - 20e étape du Tour de France - 3e du Manx Trophy - 1960 - Champion de Grande-Bretagne de la course de côte - 2e étape du Tour de l'Aude - 3e étape du Grand Prix du Midi libre - 10e du championnat du monde sur route - 1961 - 1reb étape des Quatre Jours de Dunkerque (contre-la-montre par équipes) - Critérium du Dauphiné libéré : - Classement général - 2eb (contre-la-montre par équipes) et 3e étapes - 2e étape du Circuit d'Auvergne - 2e du Classement Général - 8e du Grand Prix du Midi Libre |

## Résultats sur les grands tours

### Tour de France
7 participations :
- 1955 : 29e
- 1956 : 14e
- 1957 : abandon (5e étape)
- 1958 : abandon (20e étape), vainqueur de la 7e étape
- 1959 : 19e, vainqueur de la 20e étape
- 1960 : 26e
- 1961 : 53e

### Tour d'Espagne
2 participations :
- 1956 : 8e
- 1959 : abandon (17e étape)